# IAR 80
ИАР 80 (рум. IAR 80) — румынский истребитель, истребитель-бомбардировщик периода Второй мировой войны. Первый серийный истребитель румынской конструкции. Представлял собой цельнометаллический моноплан с закрытой кабиной и убирающимися шасси с хвостовым колесом. Разработан под руководством Иона Гросу в конструкторском бюро фирмы IAR. Первый полёт IAR 80 совершил 12 апреля 1939 года. В конструкции самолёта использована часть узлов и агрегатов польского истребителя PZL P.24, строившегося на IAR по лицензии.

## Тактико-технические характеристики

Схема самолёта.

Источник данных: IAR 80/81

Технические характеристики
- Экипаж: 1 пилот
- Длина: 8,97 м
- Высота: 3,535 м
- Площадь крыла: 17  м²
- Масса пустого: 2200 кг
- Максимальная взлётная масса: 2980 кг
- Масса топлива во внутренних баках: 463 кг
- Силовая установка: 1 × воздушного охлаждения IAR K14  лицензированная версия Gnome-Rhône Mistral Major 14K, Румынского производства.
- Мощность двигателей: 1 × 1025 л. с. (1 × 764 кВт)
- Воздушный винт: трёхлопастной

Лётные характеристики
- Максимальная скорость:  
  - у земли: 485 км/ч
  - на высоте: 550 км/ч на 7000 м
- Практическая дальность: 730 км на 7860 м
- Практический потолок: 10 000 м
- Нагрузка на крыло: 132,35 кг/м²

Вооружение
- Стрелково-пушечное:  
  - 2 × 20-мм MG 151/20
  - 4 × 7,92-мм FN
- Бомбы: 1 × 225 кг или 2 х 50 кг